# Teretrius somerseti
Teretrius somerseti är en skalbaggsart som beskrevs av Sylvain Auguste de Marseul 1879. Teretrius somerseti ingår i släktet Teretrius och familjen stumpbaggar. Inga underarter finns listade i Catalogue of Life.